# Chiesa di Santa Maria (Subbiano)
La chiesa di Santa Maria è un edificio sacro che si trova in località Valenzano, a Subbiano.

## Storia e descrizione
Anticamente separata dal castello di Valenzano, ricordato nell'XI secolo come possesso degli Ubertini prima, poi dei Tarlati di Pietramala, la chiesa era suffraganea della pieve di Sant'Antonino a Socana, e fu ceduta nel 1221 dagli Ubertini all'abbazia di Selvamonda. In epoca moderna è stata poi inglobata nell'edificio ricostruito nel 1870 per volere dei proprietari conti Bastogi in forme neoromaniche e neogotiche.  
La chiesa, ad aula unica, si presenta oggi nelle rinnovate forme di stile neogotico all'epoca della ricostruzione del castello. Nella chiesa riposano le spoglie di San Teofilo.